# Plexison impermeable
Plexison impermeable és el segon disc del cantant rafelbunyoler Pep Laguarda, acreditat a Pep Laguarda & The Reisons.
Gravat dos anys després del Brossa d'ahir però publicat per primera volta trenta-tres anys més tard, Plexison és un disc de música pop més ric en instrumentació i cors que l'anterior, amb dos cançons cantades en anglés i "Feelin Ska", potser la primera cançó d'eixe gènere cantada en valencià.
El llibret conté il·lustracions d'artistes valencians com Juan Miguel Aguilera, Paula Bonet Mac Diego, Rafa Fonteriz o Mireia Pérez Plaza.
Segons Laguarda, Edigsa volia una disc més comercial que el Brossa d'ahir, i quan el tingué gravat despatxaren al gestor, Claudi Martí i Pla, i el màster estigué desaparegut i hagué de contractar un investigador privat durant huit anys per trobar-lo.

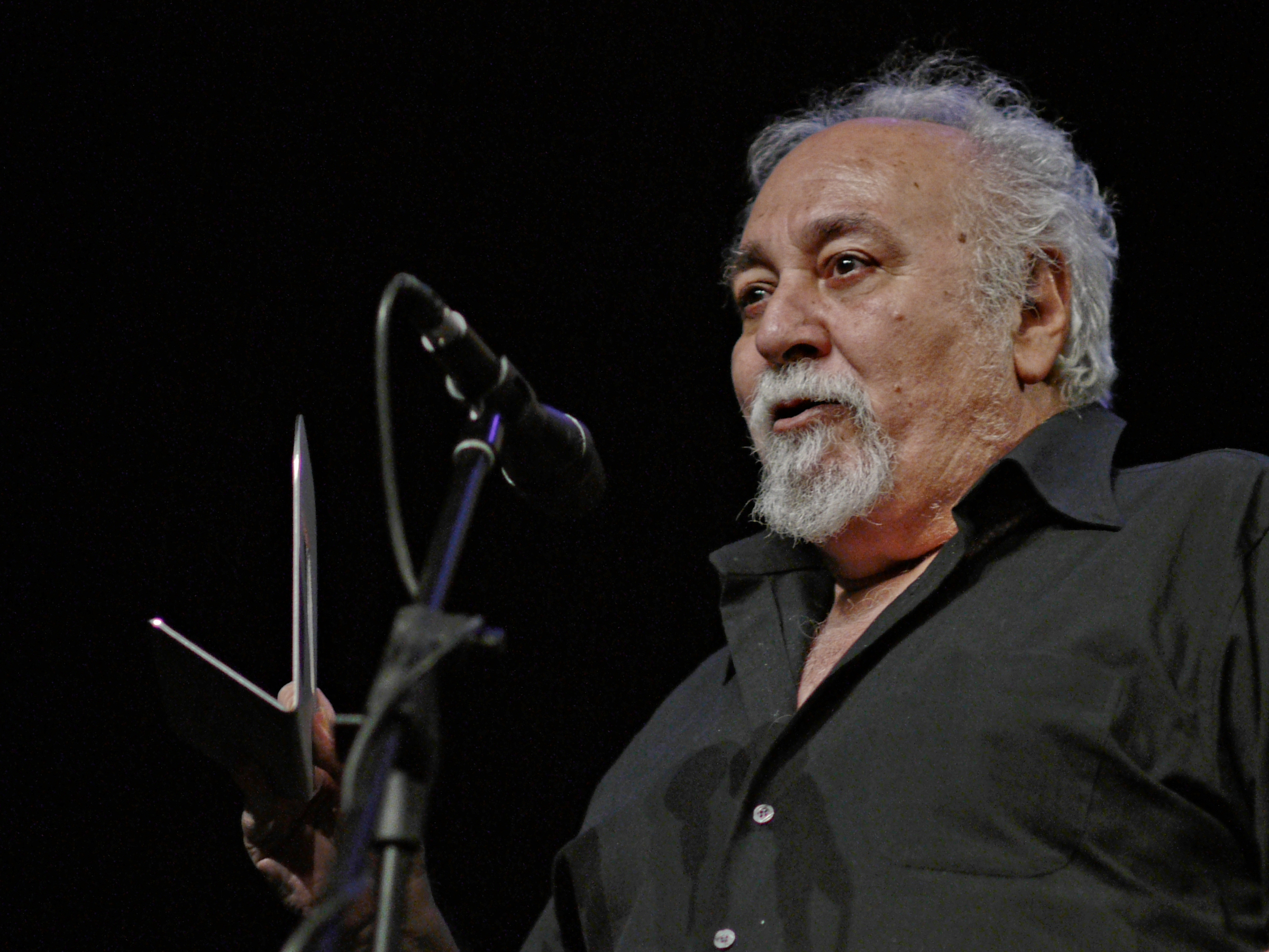
Laguarda, amb el Premi Ovidi

Totes les lletres escrites per Pep Laguarda, totes les cançons foren compostes per Pep Laguarda & The Reisons.
| 1.  | «I Wanna See You Now»         |  | 1:46 |
| 2.  | «Heroi»                       |  | 2:48 |
| 3.  | «Roqui Blues Trustori»        |  | 2:13 |
| 4.  | «Himne ('Namorat)»            |  | 3:36 |
| 5.  | «Feelin' Ska»                 |  | 2:55 |
| 6.  | «Rock melomotor»              |  | 2:39 |
| 7.  | «No em falles amb el cor»     |  | 3:20 |
| 8.  | «There Was a Boy on My Place» |  | 2:41 |
| 9.  | «Melodia interrompuda»        |  | 4:33 |
| 10. | «Reina del Flash»             |  | 3:50 |

## Participants
- Eduard Altaba: baix elèctric
- Joan Bonet: saxòfon
- Les Esdrúixoles: cors
- Agustí Fernández: Farfisa, Moog, Steinway i altres teclats
- Saki Guillem: bateria, percussió i veus
- Pep Laguarda: veu i guitarra
- Lluís Murillo: guitarra elèctrica

Il·lustracions de Juan Miguel Aguilera, Paula Bonet, Mac Diego, Rafa Fonteriz, Guibo, Equip Martillopis, Gonzalo Mora, César Moragues, Fran Parreño, Mireia Pérez, Álvaro Santamaría i Cento Yuste.